# Pierella hyalinus
Espèce
 Pierella hyalinus est une espèce d'insectes lépidoptères (papillons) de la famille des Nymphalidae, de la sous-famille des Satyrinae, de la tribu des Haeterini et du genre Pierella.

## Systématique
L'espèce Pierella hyalinus a été décrite par l'entomologiste Johann Friedrich Gmelin en 1790, sous le nom initial de Papilio hyalinus.

## Description de l'imago
Pierella hyalinus est un papillon aux ailes antérieures allongées à apex arrondi au dessus beige rayé de trois lignes marron, avec aux ailes postérieures un décrochement biseauté et trois rangées de taches blanches ou bleu-clair.

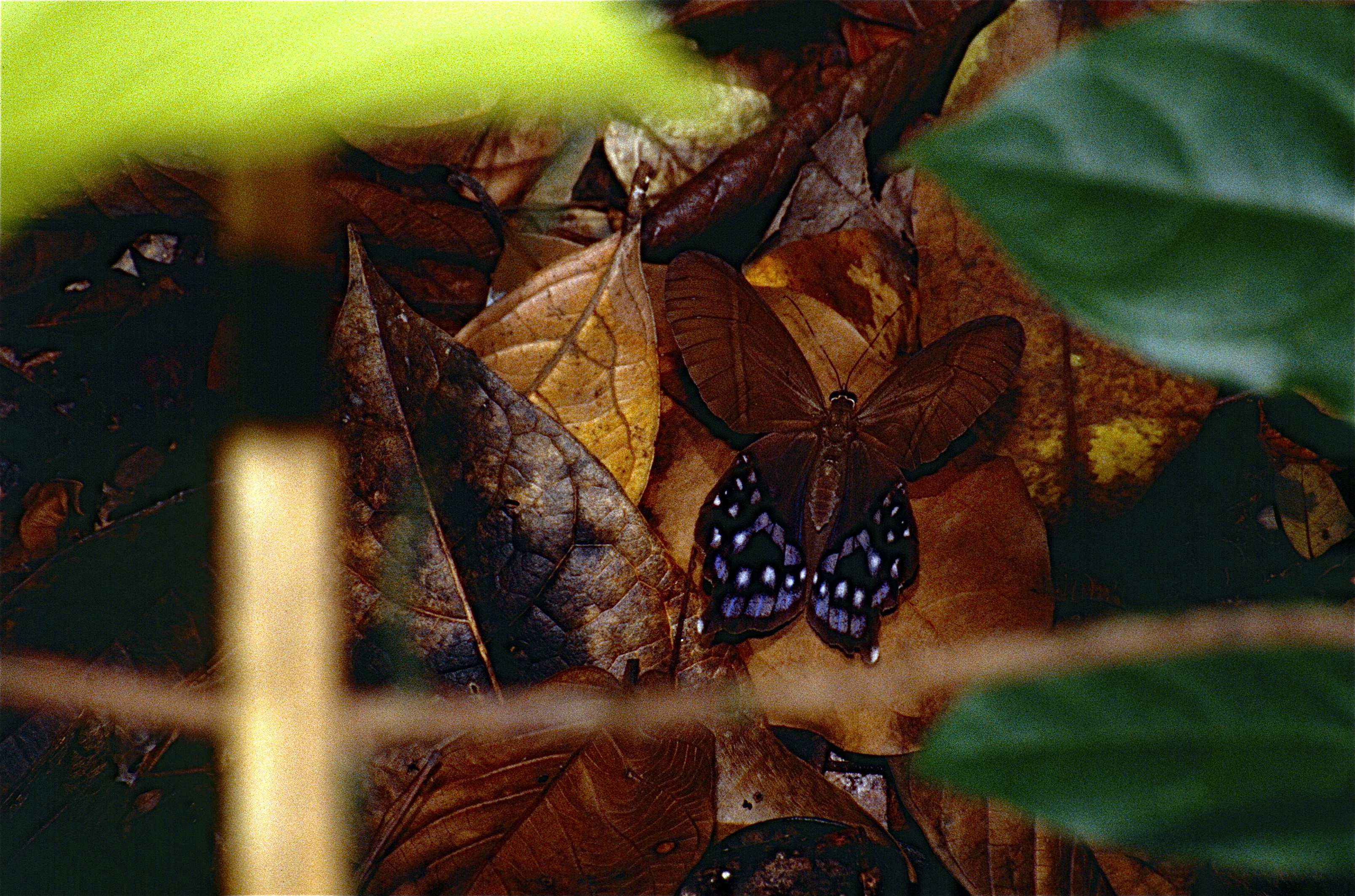
Dessus, Guyane.
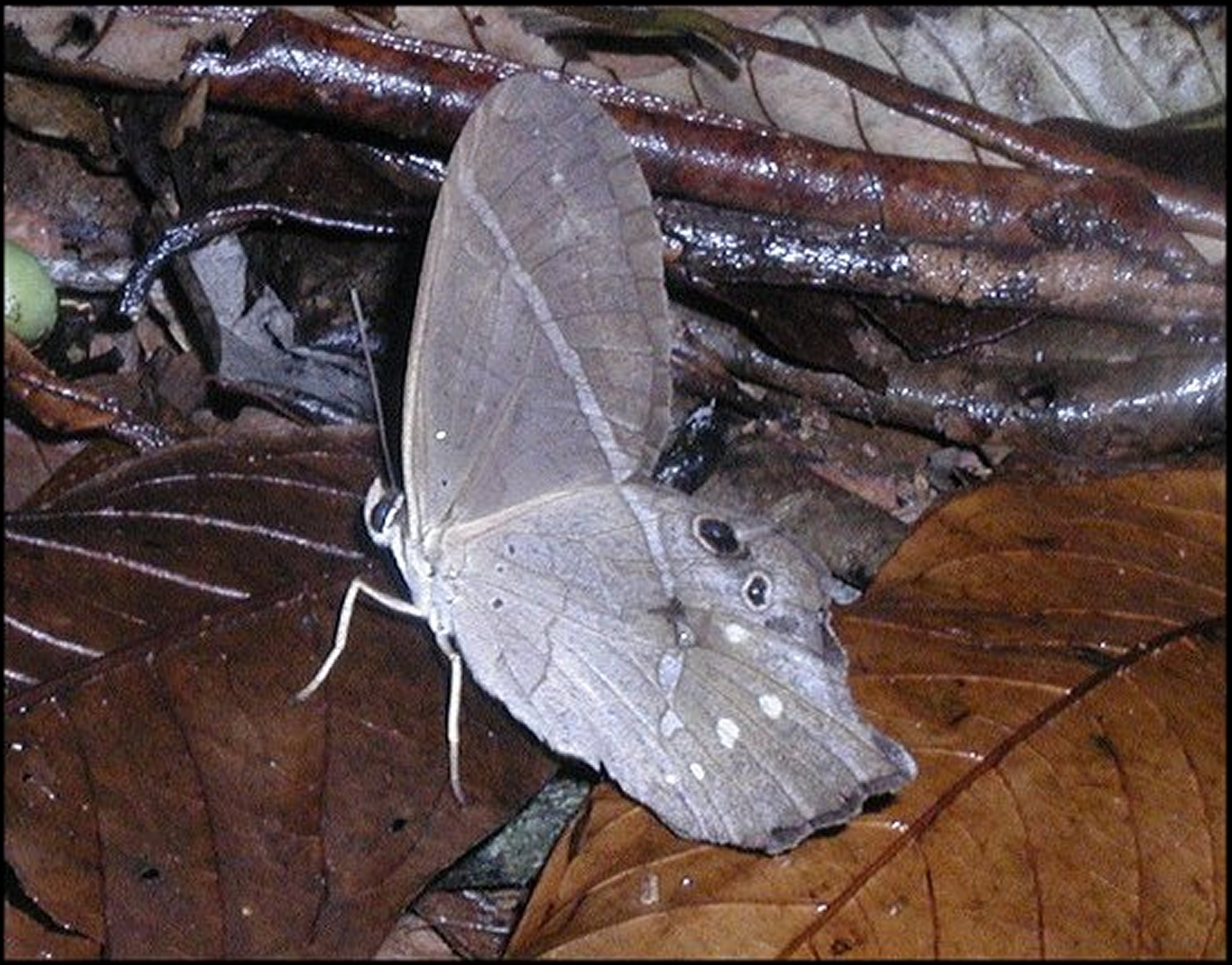
Revers, Guyane.

## Biologie

### Phénologie
Pierella hyalinus vole toute l'année en Guyane.

### Plantes hôtes
La chenille a accepté Orthoclada laxa lors d'un essai d'élevage.

## Distribution et biotopes
Pierella hyalinus est présent en Guyane, au Guyana, au Surinam, en Colombie, en Bolivie et au Brésil.
Il réside en sous-bois dans la forêt tropicale humide.

## Noms vernaculaires
Pierella hyalinus se nomme Hyalinus Satyr en anglais .

## Liste des sous-espèces
Selon BioLib (16 février 2021) :
- Pierella hyalinus hyalinus — présent en Guyane, au Guyana, au Surinam et à Trinité-et-Tobago
- Pierella hyalinus extincta (Weymer, 1910) — présent au Brésil
- Pierella hyalinus schmidti (Constantino, 1995) — présent en Colombie
- Pierella hyalinus velezi (Constantino, 1995) — présent en Colombie

## Protection
Pas de statut de protection particulier[réf. nécessaire].